# Titularbistum Tanaramusa
Tanaramusa ist ein Titularbistum der römisch-katholischen Kirche.
Es geht zurück auf einen untergegangenen Bischofssitz in der gleichnamigen antiken Stadt, die in der römischen Provinz Mauretania Caesariensis im heutigen nördlichen Algerien lag.
| Titularbischöfe von Tanaramusa |                           |                                            |                    |                 |
| Nr.                            | Name                      | Amt                                        | von                | bis             |
| 1                              | Peter William Bartholome  | emeritierter Bischof von Saint Cloud (USA) | 31. Januar 1968    | 13. Januar 1971 |
| 2                              | John A. Choi Jae-seon     | emeritierter Bischof von Pusan (Südkorea)  | 19. September 1973 | 3. Juni 2008    |
| 3                              | Dominic Kimengich         | Weihbischof in Lodwar (Kenia)              | 20. März 2010      | 5. März 2011    |
| 4                              | Zeferino Zeca Martins SVD | Weihbischof in Luanda (Angola)             | 19. Mai 2012       | 1. Oktober 2018 |
| 5                              | Henry Mchamungu           | Weihbischof in Daressalam (Tansania)       | 7. Juli 2021       |                 |